# Georg Johann Scharf
Georg Johann Scharf (* 19. April 1788 in Mainburg; † 11. November 1860 in Westminster, London) war ein deutscher Marine-, Miniatur- und Genremaler, Aquarellist und Lithograf, der lange in London wirkte.

## Leben

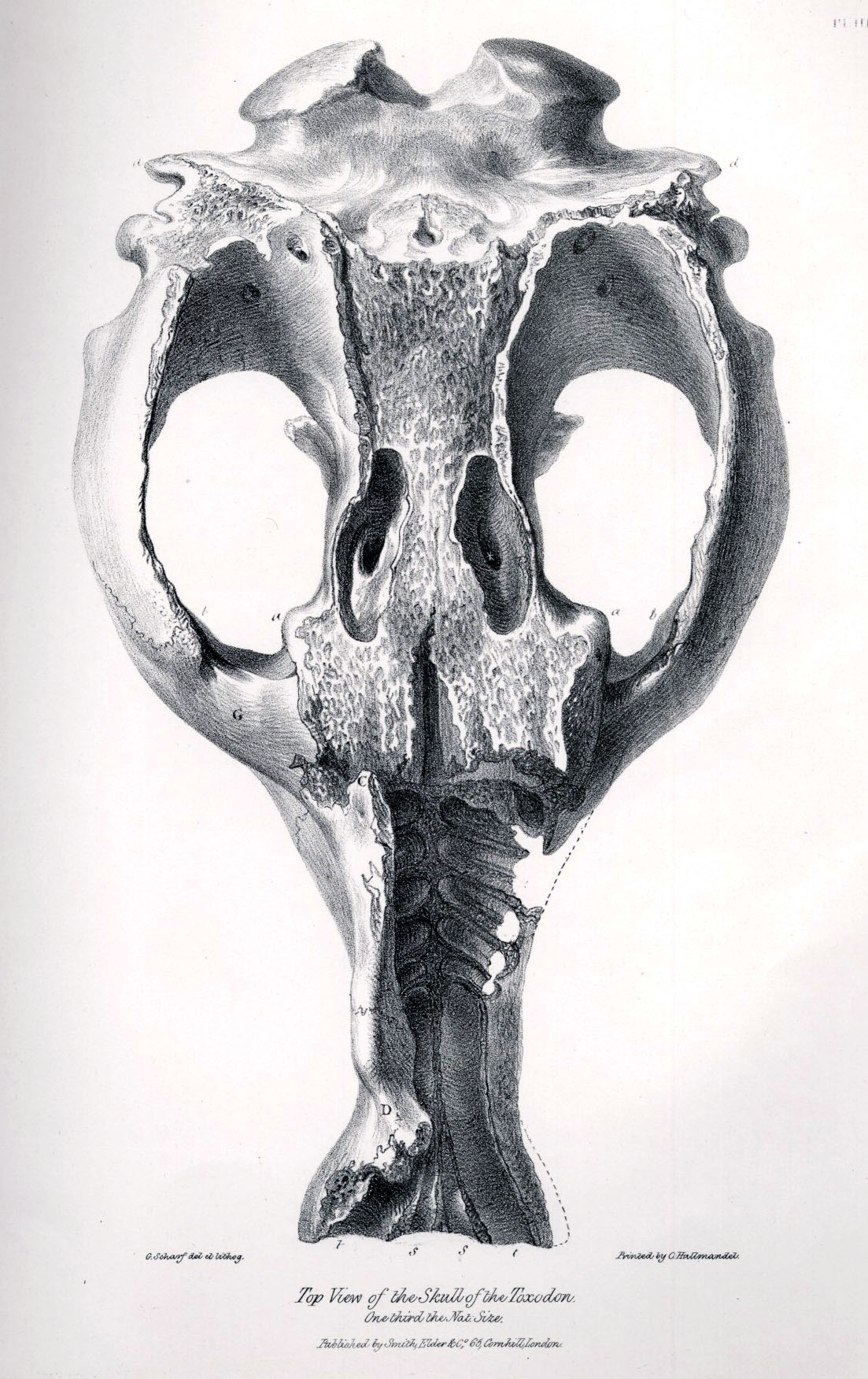
Zeichnung des fossilen südamerikanischen Schädels von Toxodon platensis für Charles Darwin (1838)

Scharfs erste künstlerische Ausbildung erfolgte 1801 in Geisenfeld bei einem Maler namens Kiermeyer. 1805 bis 1810 studierte er an der Maler- und Bildhauerakademie der Bildenden Künste (ab 1806 Königliche Akademie der Bildenden Künste) in München bei Joseph Hauber. Um 1808 unternahm er Reisen durch Frankreich und Belgien. Um 1811 war er Schüler an der École des Beaux-Arts in Paris, 1814/15 im Dienst der Britischen Armee. Ab 1817 nahm er an den Ausstellungen der Royal Academy of Arts in London teil. Von 1833 bis 1836 war Scharf Mitglied in der New Society of Painters in Water-Colours. 1845 reiste Scharf nach Bayern und hielt sich dort in Mainburg, München und Regensburg auf. 1848 kehrte er nach London zurück.
Sein Sohn war der Maler und Kunstschriftsteller George Scharf.

## Werke
Pariser Zeit
- Skizzenbuch mit Ansichten des Bois de Boulogne, 1815, Bleistift und Aquarell, 25,4 × 33 cm, London, British Museum.